# Ambulyx maculifera
Espèce
Ambulyx maculifera est une espèce de lépidoptères de la famille des Sphingidae, sous-famille des Smerinthinae, tribu des Ambulycini, et du genre Ambulyx.

## Distribution
L'espèce est connue en Inde.

## Systématique
- L'espèce Ambulyx maculifera a été décrite par l'entomologiste britannique Francis Walker en 1866.

### Synonymie
- Ambulyx consanguis Butler, 1881